# لاوتر-برنسباخ
لاوتر-برنسباخ (به آلمانی: Lauter-Bernsbach) یک شهر در آلمان است که در ارتسگبیرگسکرایس واقع شده‌است. لاوتر-برنسباخ ۹٬۱۸۷ نفر جمعیت دارد.